# Tyrawa Wołoska
Tyrawa Wołoska is een dorp in het Poolse woiwodschap Subkarpaten, in het district Sanocki. De plaats maakt deel uit van de gemeente Tyrawa Wołoska en telt 900 inwoners.